# Jezy v Česku
Tento článek obsahuje různé seznamy jezů v České republice, případně souhrnné a statistické informace o nich.

## Seznam některých rizikových jezů v Česku

### Sázava
- Říční km 108,7, název jezu: Horka obec: Horka II-Buda
- Říční km 75,5, název jezu: Český Šternberk, obec: Český Šternberk
- Říční km 54,7, název jezu: Sázava-Černé Budy, obec: Sázava
- Říční km 16,2, název jezu: Kaňov, obec: Krhanice

### Lužnice
- Říční km 126,7, název jezu: Suchdol nad Lužnicí-Tušť, obec: Suchdol nad Lužnicí
- Říční km 116,8, název jezu: Pilař, obec: Majdalena
- Říční km 108,8, název jezu: Rozvodí, obec: Majdalena, samota u Bernhartů
- Říční km 90,5, název jezu: Tájek, obec: Lužnice
- Říční km 85,4, název jezu: Klec, obec: Klec
- Říční km 81,2, název jezu: Vlkov-U Nohavů, obec: Vlkov (okres Tábor)
- Říční km 74,8, název jezu: Veselí, obec: Veselí nad Lužnicí
- Říční km 69,3, název jezu: Dráchov, obec: Dráchov
- Říční km 67,2, název jezu: Čejnov, obec: Čeraz
- Říční km 45,7, název jezu: Soukeník, obec: Planá nad Lužnicí
- Říční km 39, název jezu: Lázně Čelkovice, obec: Tábor
- Říční km 7,1, název jezu: Červený mlýn, obec: Nuzice

### Nežárka
- Říční km 23,9, název jezu: Jemčina, obec: Jemčina
- Říční km 11,5, název jezu: Metel, obec: Hamr
- Říční km 1,1, název: Veselí, obec: Veselí nad Lužnicí

### Otava
- Říční km 73,1, název jezu: Rosenauer, obec: Horažďovice
- Říční km 72,4, název jezu: Mrskoš, obec: Horažďovice
- Říční km 70,8, název jezu: Svaté Pole, obec: Horažďovice, Svaté Pole
- Říční km 54,8, název jezu: Pětikolský, obec: Strakonice
- Říční km 53,9, název jezu: Na Křemelce, obec: Strakonice

### Morava
- Říční km 329,8, název jezu: Hanušovice, obec: Hanušovice
- Říční km 320,4, název jezu: Bohdíkov, obec: Ruda nad Moravou
- Říční km 312,1, název jezu: jez Olšany I. (Papírenský jez), obec: Olšany (okres Šumperk)
- Říční km 237,1, název jezu: Řepčínský jez, obec: Olomouc-Řepčín
- Říční km 233,6, název jezu: U plynárny, obec: Olomouc
- Říční km 233,5, název jezu: Plynárna – obtokový kanál, obec: Olomouc u plynárny – obtokový kanál

### Moravice
- Říční km 84,3, název jezu: obec Velká Štáhle
- Říční km 28,1, název jezu: jez Podhradí, obec: Vítkov-Podhradí
- Říční km 7,8, název jezu: jez Branka, obec: Branka u Opavy
- Říční km 4,1, název jezu: Jaschkův jez, obec: Opava-Kylešovice

### Opava
- Říční km 31 název jezu: Kravaře
- Říční km 21, 5 název jezu: Smolkov
- Říční km 13, 3 název jezu: Jilešovice
- Říční km 12, 1 název jezu: Děhylov

## Další známé jezy
- Jez Hučák v Hradci Králové na Labi
- Jez Radošov na Ohři
- Jez Tuhnice v Karlových Varech na Ohři
- Poklopový mostový jez v České Lípě na Ploučnici